# Дискографія Бейонсе
Дискографія американської виконавиці Бейонсе складається з шести студійних альбомів, п'яти концертних альбомів, однієї збірки, двох мініальбомів та сорока восьми синглів.

## Альбоми

### Студійні альбоми
| Назва               | Деталі | Найвищі позиції в чартах | Найвищі позиції в чартах | Найвищі позиції в чартах | Найвищі позиції в чартах | Найвищі позиції в чартах | Найвищі позиції в чартах | Найвищі позиції в чартах | Найвищі позиції в чартах | Найвищі позиції в чартах | Найвищі позиції в чартах | Сертифікації | Продажі |
| Назва               | Деталі | US                       | US R&B                   | AUS                      | CAN                      | GER                      | IRE                      | NL                       | NZ                       | SW                       | UK                       | Сертифікації | Продажі |
| ------------------- | --- | ------------------------ | ------------------------ | ------------------------ | ------------------------ | ------------------------ | ------------------------ | ------------------------ | ------------------------ | ------------------------ | ------------------------ | --- | --- |
| Dangerously in Love | - Випущений: 24 червня 2003 - Лейбл: Columbia (#86386) - Формати: CD, LP, digital download                           | 1                        | 1                        | 2                        | 1                        | 1                        | 1                        | 4                        | 8                        | 2                        | 1                        | - US: 4 × Платиновий - AUS: 3 × Платиновий - CAN: Платиновий - GER: Платиновий - NL: Золотий - NZ: Платиновий - SW: Платиновий - UK: 2 × Платиновий              | - Світ: 11,000,000 - US: 4,700,000 - UK: 1,143,299                                                                               |
| B'Day               | - Випущений: 5 вересня 2006 - Лейбл: Sony Urban Music, Columbia (#90920) - Формати: CD, CD/DVD, LP, digital download | 1                        | 1                        | 8                        | 3                        | 5                        | 3                        | 5                        | 8                        | 2                        | 3                        | - US: 3 × Платиновий - AUS: Платиновий - CAN: Платиновий - GER: Золотий - IRE: 3 × Платиновий - NZ: Платиновий - SW: Золотий - UK: Платиновий                    | - Світ: 8,000,000 (на 2013 рік) - US: 3,360,000(на 2014 рік) - UK: 385,078 (лише стандартна версія)                              |
| I Am… Sasha Fierce  | - Випущений: 18 листопада 2008 - Лейбл: Music World, Columbia (#719492) - Формати: CD, CD/DVD, LP, digital download  | 1                        | 1                        | 3                        | 6                        | 17                       | 1                        | 6                        | 3                        | 7                        | 2                        | - US: 2 × Платиновий - AUS: 3 × Платиновий - CAN: 2 × Платиновий - GER: Платиновий - IRE: 2 × Платиновий - NZ: 2 × Платиновий - SW: Золотий - UK: 4 × Платиновий | - Світ: 7,000,000 - US: 2,900,000 - UK: 1,411,189                                                                                |
| 4                   | - Випущений: 24 червня 2011 - Лейбл: Parkwood, Columbia - Формати: CD, цифрове завантаження                          | 1                        | 1                        | 2                        | 3                        | 5                        | 1                        | 2                        | 3                        | 1                        | 1                        | - US: Платиновий - AUS: Золотий - CAN: Золотий | - Світ: 2,100,000 - US: 1,000,000 - UK: 400,000                                                                                  |
| Beyoncé             | - Випущений: December 13, 2013 - Лейбл: Parkwood, Columbia - Формат: CD/DVD, digital download                        | 1                        | 1                        | 1                        | 1                        | 11                       | 2                        | 1                        | 2                        | 4                        | 2                        | - RIAA: Платиновий - ARIA: Платиновий - BPI: Платиновий - IFPI SWI: Золотий - IRMA: Золотий - MC: Платиновий - RMNZ: Платиновий                                  | - Світ: 3,000,000 (на 2014 рік) - США: 1,823,000 (на 2014 рік) - Велика Британія: 300,000 (на 2014 рік)                          |
| Lemonade            | - Випущений: 23 квітня 2016 - Лейбл: Parkwood, Columbia - Формат: CD/DVD, digital download                           | 1                        | 1                        | 1                        | 1                        | 3                        | 1                        | 1                        | 1                        | 2                        | 1                        | - RIAA: Платиновий - ARIA: Платиновий - BPI: Платиновий - IFPI SWI: Золотий - MC: Платиновий - RMNZ: Золотий                                                     | - Світ: 2,500,000 (станом на 2016) - US: 1,554,000 (станом на 2016) - UK: 328,000 (станом на 2016) - FR: 30,000 (станом на 2016) |

### Концертні альбоми
| Назва                                                    | Деталі                                                                               | Найвищі позиції в альбомних чартах | Найвищі позиції в альбомних чартах | Найвищі позиції в альбомних чартах | Найвищі позиції в альбомних чартах | Найвищі позиції в альбомних чартах | Найвищі позиції в DVD-чартах | Найвищі позиції в DVD-чартах | Найвищі позиції в DVD-чартах | Найвищі позиції в DVD-чартах | Найвищі позиції в DVD-чартах | Сертифікації                                             |
| Назва                                                    | Деталі                                                                               | US                                 | US R&B                             | GER                                | PT                                 | SP                                 | US                           | UK                           | AUS                          | ITA                          | NL                           | Сертифікації                                             |
| -------------------------------------------------------- | ------------------------------------------------------------------------------------ | ---------------------------------- | ---------------------------------- | ---------------------------------- | ---------------------------------- | ---------------------------------- | ---------------------------- | ---------------------------- | ---------------------------- | ---------------------------- | ---------------------------- | -------------------------------------------------------- |
| Beyoncé: Live at Wembley                                 | - Випущено: 26 квітня 2004 - Лейбл: Columbia - Формати: CD, цифрове завантаження     | 17                                 | 8                                  | 59                                 | 26                                 | —                                  | 1                            | —                            | 1                            | 5                            | —                            | - AUS: 2 × Платиновий - US: 2 × Платиновий               |
| The Beyoncé Experience Live                              | - Випущений: 16 листопада 2007 - Лейбл: Columbia - Формати: CD, цифрове завантаження | —                                  | —                                  | —                                  | —                                  | —                                  | 2                            | —                            | 8                            | 9                            | 2                            | - AUS: 2 × Платиновий - PT: Золотий - US: 3 × Платиновий |
| I Am... Yours: An Intimate Performance at Wynn Las Vegas | - Випущений: 20 листопада 2009 - Лейбл: Columbia - Формати: CD, цифрове завантаження | —                                  | —                                  | 85                                 | 18                                 | 8                                  | 1                            | —                            | 11                           | —                            | 4                            | - AUS: Платиновий - US: 2 × Платиновий                   |
| I Am... World Tour                                       | - Випущений: 30 листопада 2010 - Лейбл: Columbia - Формати: CD, цифрове завантаження | —                                  | 40                                 | —                                  | 8                                  | 15                                 | 1                            | 5                            | 6                            | 6                            | 1                            | - AUS: Платиновий - US: 2 × Платиновий                   |

### Реміксові альбоми
| Назва                                              | Деталі                                                                            | Найивщі позиції в чартах | Найивщі позиції в чартах | Продажі      |
| Назва                                              | Деталі                                                                            | US                       | US R&B                   | Продажі      |
| -------------------------------------------------- | --------------------------------------------------------------------------------- | ------------------------ | ------------------------ | ------------ |
| Above and Beyoncé – Video Collection & Dance Mixes | - Випущений: 16 червня 2009 - Лейбл: Columbia - Формати: CD/DVD, digital download | 35                       | 23                       | - US: 14,000 |

### Мініальбоми
| Назва          | Деталі                                                                                    | Найвищі позиції в чартах | Найвищі позиції в чартах | Продажі      |
| Назва          | Деталі                                                                                    | US                       | US R&B                   | Продажі      |
| -------------- | ----------------------------------------------------------------------------------------- | ------------------------ | ------------------------ | ------------ |
| Irreemplazable | - Випущений: 28 серпня 2007 - Лейбл: Columbia - Формати: CD/DVD, CD, цифрове завантаження | 105                      | 41                       | - US: 57,000 |
| Heat           | - Випущений: Лютий 2011 - Лейбл: Columbia - Формат: CD                                    | —                        | —                        |              |

### Інші видання
| Назва                        | Деталі                                                                             |
| ---------------------------- | ---------------------------------------------------------------------------------- |
| Speak My Mind                | - Випущений: 24 лютого 2005 - Лейбл: Sony Music - Формат: CD, цифрове завантаження |
| Beyoncé Karaoke Hits, Vol. I | - Випущений: 11 березня 2008 - Лейбл: Columbia - Формат: CD, цифрове завантаження  |

## Сингли
| Назва                                                   | Рік  | Найвищі позиції в чартах | Найвищі позиції в чартах | Найвищі позиції в чартах | Найвищі позиції в чартах | Найвищі позиції в чартах | Найвищі позиції в чартах | Найвищі позиції в чартах | Найвищі позиції в чартах | Найвищі позиції в чартах | Найвищі позиції в чартах | Сертифікації | Альбом                      |
| Назва                                                   | Рік  | US                       | US R&B                   | AUS                      | CAN                      | GER                      | IRL                      | NL                       | NZ                       | SW                       | UK                       | Сертифікації | Альбом                      |
| ------------------------------------------------------- | ---- | ------------------------ | ------------------------ | ------------------------ | ------------------------ | ------------------------ | ------------------------ | ------------------------ | ------------------------ | ------------------------ | ------------------------ | --- | --------------------------- |
| «Work It Out»                                           | 2002 | —                        | —                        | 21                       | —                        | 75                       | 12                       | 30                       | 36                       | 48                       | 7                        | - AUS: Золотий | Austin Powers in Goldmember |
| «Crazy in Love» (з Jay-Z)                               | 2003 | 1                        | 1                        | 2                        | 2                        | 6                        | 1                        | 2                        | 2                        | 3                        | 1                        | - US: Золотий - AUS: Платиновий - NZ: Платиновий - UK: Срібний                                                              | Dangerously in Love         |
| «Fighting Temptation» (з Missy Elliott, MC Lyte і Free) | 2003 | —                        | —                        | —                        | 34                       | 54                       | —                        | 13                       | —                        | —                        | —                        | | The Fighting Temptations    |
| «Baby Boy» (з Sean Paul)                                | 2003 | 1                        | 1                        | 3                        | 2                        | 4                        | 6                        | 8                        | 2                        | 5                        | 2                        | - US: Платиновий - AUS: Платиновий - NZ: Платиновий                                                                         | Dangerously in Love         |
| «Me, Myself and I»                                      | 2003 | 4                        | 2                        | 11                       | 7                        | 35                       | 21                       | 14                       | 18                       | 41                       | 11                       | - US: Золотий | Dangerously in Love         |
| «Naughty Girl»                                          | 2004 | 3                        | 8                        | 9                        | 2                        | 16                       | 14                       | 10                       | 6                        | 18                       | 10                       | - US: Золотий - AUS: Золотий - NZ: Золотий                                                                                  | Dangerously in Love         |
| «Check on It» (з Slim Thug)                             | 2005 | 1                        | 3                        | —                        | 5                        | 11                       | 5                        | 5                        | 1                        | 7                        | 3                        | - CAN: Золотий - US: Платиновий - NZ: Платиновий                                                                            | #1's                        |
| «Déjà Vu» (з Jay-Z)                                     | 2006 | 4                        | 1                        | 12                       | 14                       | 9                        | 3                        | 17                       | 15                       | 3                        | 1                        | - US: Золотий | B'Day                       |
| «Ring the Alarm»                                        | 2006 | 11                       | 3                        | —                        | —                        | —                        | —                        | —                        | —                        | —                        | 112                      | - US: Золотий | B'Day                       |
| «Irreplaceable»                                         | 2006 | 1                        | 1                        | 1                        | 2                        | 11                       | 1                        | 3                        | 1                        | 9                        | 4                        | - US: 3 × Платиновий - AUS: Платиновий - CAN: Платиновий - NZ: Платиновий                                                   | B'Day                       |
| «Listen»                                                | 2007 | 61                       | 23                       | —                        | —                        | 18                       | 6                        | —                        | —                        | —                        | 8                        | | Dreamgirls                  |
| «Beautiful Liar» (з Shakira)                            | 2007 | 3                        | 70                       | 5                        | 2                        | 1                        | 1                        | 1                        | 1                        | 1                        | 1                        | - US: Платиновий - AUS: Золотий - GER: Золотий - NZ: Золотий - UK: Срібний                                                  | B'Day                       |
| «Get Me Bodied»                                         | 2007 | 68                       | 10                       | —                        | —                        | —                        | —                        | —                        | —                        | —                        | —                        | | B'Day                       |
| «Green Light»                                           | 2007 | —                        | —                        | —                        | —                        | —                        | 46                       | 18                       | —                        | —                        | 12                       | | B'Day                       |
| «If I Were a Boy»                                       | 2008 | 3                        | 16                       | 3                        | 4                        | 3                        | 2                        | 1                        | 2                        | 3                        | 1                        | - US: 2 × Платиновий - AUS: Платиновий - CAN: 2 × Платиновий - GER: Золотий - NZ: Платиновий - SW: Платиновий - UK: Золотий | I Am... Sasha Fierce        |
| «Single Ladies (Put a Ring on It)»                      | 2008 | 1                        | 1                        | 5                        | 2                        | —                        | 4                        | 8                        | 2                        | 40                       | 7                        | - US: 4 × Платиновий - AUS: 3 × Платиновий - CAN: 2 × Платиновий - NZ: Платиновий - UK: Золотий                             | I Am... Sasha Fierce        |
| «At Last»                                               | 2008 | 67                       | 79                       | —                        | 45                       | —                        | —                        | —                        | —                        | —                        | 168                      | | Cadillac Records            |
| «Diva»                                                  | 2009 | 19                       | 3                        | 40                       | —                        | —                        | 50                       | —                        | 26                       | —                        | 72                       | - US: Золотий | I Am… Sasha Fierce          |
| «Halo»                                                  | 2009 | 5                        | 16                       | 3                        | 3                        | 5                        | 4                        | 9                        | 2                        | 4                        | 4                        | - US: 2 × Платиновий - AUS: 3 × Платиновий - CAN: Платиновий - GER: Золотий - NZ: Платиновий - SW: Платиновий - UK: Золотий | I Am… Sasha Fierce          |
| «Ego»                                                   | 2009 | 39                       | 3                        | —                        | —                        | —                        | —                        | 42                       | 11                       | —                        | 60                       | - US: Золотий - NZ: Золотий                                                                                                 | I Am… Sasha Fierce          |
| «Sweet Dreams»                                          | 2009 | 10                       | 48                       | 2                        | 17                       | 8                        | 4                        | 26                       | 1                        | 16                       | 5                        | - US: Платиновий - AUS: Платиновий - NZ: Платиновий                                                                         | I Am… Sasha Fierce          |
| «Broken-Hearted Girl»                                   | 2009 | —                        | —                        | 14                       | —                        | 14                       | 20                       | —                        | —                        | 62                       | 27                       | | I Am… Sasha Fierce          |
| «Video Phone»                                           | 2009 | 65                       | 37                       | 31                       | —                        | —                        | —                        | 49                       | 32                       | —                        | 58                       | | I Am… Sasha Fierce          |
| «Run the World (Girls)»                                 | 2011 | 29                       | 30                       | 10                       | 16                       | —                        | 11                       | 25                       | 9                        | 22                       | 11                       | - US: Золотий - AUS: Платиновий - NZ: Золотий                                                                               | 4                           |
| «Best Thing I Never Had»                                | 2011 | 16                       | 4                        | 17                       | 27                       | 29                       | 2                        | 23                       | 5                        | 35                       | 3                        | - US: Золотий - AUS: Платиновий - NZ: Золотий                                                                               | 4                           |
| «Countdown»                                             | 2011 | 71                       | 24                       | —                        | —                        | —                        | 45                       | 53                       | —                        | —                        | 35                       | | 4                           |
| «Love on Top»                                           | 2012 | 20                       | 1                        | 20                       | 65                       | —                        | 47                       | 68                       | 14                       | —                        | 13                       | - AUS: Platinum | 4                           |

### З іншими виконавцями
| Назва                                                      | Рік  | Найвищі позиції в чартах | Найвищі позиції в чартах | Найвищі позиції в чартах | Найвищі позиції в чартах | Найвищі позиції в чартах | Найвищі позиції в чартах | Найвищі позиції в чартах | Найвищі позиції в чартах | Найвищі позиції в чартах | Найвищі позиції в чартах | Сертифікації                                                                                 | Альбом                                |
| Назва                                                      | Рік  | US                       | US R&B                   | AUS                      | CAN                      | GER                      | IRE                      | NL                       | NZ                       | SW                       | UK                       | Сертифікації                                                                                 | Альбом                                |
| ---------------------------------------------------------- | ---- | ------------------------ | ------------------------ | ------------------------ | ------------------------ | ------------------------ | ------------------------ | ------------------------ | ------------------------ | ------------------------ | ------------------------ | -------------------------------------------------------------------------------------------- | ------------------------------------- |
| «I Got That» (Amil з Бейонсе)                              | 2000 | —                        | 101                      | —                        | —                        | —                        | —                        | —                        | —                        | —                        | —                        | —                                                                                            | All Money Is Legal                    |
| «'03 Bonnie & Clyde» (Jay-Z з Бейонсе)                     | 2002 | 4                        | 2                        | 2                        | 6                        | 6                        | 8                        | 9                        | 4                        | 1                        | 2                        | - US: Золотий - AUS: Платиновий                                                              | The Blueprint 2: The Gift & The Curse |
| «The Closer I Get to You» (Luther Vandross з Бейонсе)      | 2004 | —                        | 62                       | —                        | —                        | —                        | —                        | —                        | —                        | —                        | —                        | —                                                                                            | Dance with My Father                  |
| «Hollywood» (Jay-Z з Бейонсе)                              | 2007 | —                        | 58                       | 98                       | —                        | —                        | —                        | —                        | —                        | —                        | —                        | —                                                                                            | Kingdom Come                          |
| «Amor Gitano» (Алехандро Фернандес з Бейонсе)              | 2007 | —                        | —                        | —                        | —                        | —                        | —                        | —                        | —                        | —                        | —                        | —                                                                                            | Viento a Favor                        |
| «Until the End of Time» (Джастін Тімберлейк з Бейонсе)     | 2007 | 17                       | 3                        | —                        | —                        | —                        | —                        | —                        | 31                       | —                        | —                        | - US: Золотий                                                                                | FutureSex/LoveSounds                  |
| «Love in This Club, Part II» (Usher з Lil Wayne і Бейонсе) | 2008 | 18                       | 7                        | 96                       | 69                       | —                        | —                        | —                        | —                        | —                        | —                        | - US: Платиновий                                                                             | Here I Stand                          |
| «Put It in a Love Song» (Аліша Кіз з Бейонсе)              | 2010 | 102                      | 60                       | 18                       | 71                       | —                        | 26                       | —                        | 24                       | —                        | —                        | - AUS: Золотий                                                                               | The Element of Freedom                |
| «Telephone» (Ладі Гага з Бейонсе)                          | 2010 | 3                        | —                        | 3                        | 3                        | 3                        | 1                        | 6                        | 3                        | 3                        | 1                        | - AUS: 3 × Платиновий - CAN: 3 × Платиновий - GER: Золотий - NZ: Платиновий - SW: Платиновий | The Fame Monster                      |
| «Lift Off» (Jay-Z і Kanye West з Бейонсе)                  | 2011 | 121                      | —                        | 81                       | —                        | —                        | —                        | —                        | —                        | —                        | 48                       | —                                                                                            | Watch the Throne                      |

### Промо-сингли
| Назва                              | Рік  | Найвищі позиції в чартах | Найвищі позиції в чартах | Найвищі позиції в чартах | Найвищі позиції в чартах | Найвищі позиції в чартах | Найвищі позиції в чартах | Найвищі позиції в чартах | Найвищі позиції в чартах | Найвищі позиції в чартах | Найвищі позиції в чартах | Альбом                   |
| Назва                              | Рік  | US                       | US R&B                   | AUS                      | CAN                      | GER                      | IRE                      | NL                       | NZ                       | SW                       | UK                       | Альбом                   |
| ---------------------------------- | ---- | ------------------------ | ------------------------ | ------------------------ | ------------------------ | ------------------------ | ------------------------ | ------------------------ | ------------------------ | ------------------------ | ------------------------ | ------------------------ |
| «Daddy»                            | 2003 | —                        | —                        | —                        | —                        | —                        | —                        | —                        | —                        | —                        | —                        | Dangerously in Love      |
| «What's It Gonna Be»               | 2003 | —                        | —                        | —                        | —                        | —                        | —                        | —                        | —                        | —                        | —                        | Сингл не з альбому       |
| «Summertime» (featuring P. Diddy)  | 2003 | —                        | 35                       | —                        | —                        | —                        | —                        | —                        | —                        | —                        | —                        | The Fighting Temptations |
| «One Night Only»                   | 2006 | —                        | —                        | —                        | —                        | —                        | —                        | —                        | —                        | —                        | 67                       | Dreamgirls               |
| «Upgrade U» (featuring Jay-Z)      | 2007 | 59                       | 11                       | —                        | —                        | —                        | —                        | —                        | —                        | —                        | 176                      | B'Day                    |
| «Fever»                            | 2010 | —                        | —                        | —                        | —                        | —                        | —                        | —                        | —                        | —                        | —                        | Heat                     |
| «Why Don't You Love Me»            | 2010 | —                        | —                        | 73                       | —                        | —                        | —                        | —                        | —                        | —                        | 51                       | I Am... Sasha Fierce     |
| «Wishing on a Star»                | 2010 | —                        | —                        | —                        | —                        | —                        | —                        | —                        | —                        | —                        | —                        | Сингл не з альбому       |
| «1+1»                              | 2011 | 57                       | 105                      | —                        | 82                       | —                        | —                        | —                        | —                        | —                        | 71                       | 4                        |
| «Party» (з André 3000 або J. Cole) | 2011 | 50                       | 2                        | —                        | —                        | —                        | —                        | —                        | —                        | —                        | —                        | 4                        |

### Благодійні пісні
| Назва                                                             | Рік  | Найвищі позиції в чартах | Найвищі позиції в чартах | Найвищі позиції в чартах | Найвищі позиції в чартах | Найвищі позиції в чартах | Найвищі позиції в чартах | Найвищі позиції в чартах | Найвищі позиції в чартах |
| Назва                                                             | Рік  | US                       | US R&B                   | AT                       | AUS                      | CAN                      | IRE                      | NZ                       | UK                       |
| ----------------------------------------------------------------- | ---- | ------------------------ | ------------------------ | ------------------------ | ------------------------ | ------------------------ | ------------------------ | ------------------------ | ------------------------ |
| «What More Can I Give» (з Майклом Джексоном та іншими вокнавцями) | 2003 | —                        | —                        | —                        | —                        | —                        | —                        | —                        | —                        |
| «Just Stand Up!» (з артистами Stand Up to Cancer)                 | 2008 | 11                       | 57                       | 73                       | 39                       | 10                       | 11                       | 19                       | 26                       |
| «God Bless the USA»                                               | 2011 | —                        | —                        | —                        | —                        | —                        | —                        | —                        | —                        |
| «Irreplaceable» (наживо у Glastonbury)                            | 2011 | —                        | —                        | —                        | —                        | —                        | —                        | —                        | 33                       |

## Інші пісні в чартах
| Назва                   | рік  | Найвищі позиції в чартах | Найвищі позиції в чартах | Найвищі позиції в чартах | Найвищі позиції в чартах | Найвищі позиції в чартах | Найвищі позиції в чартах | Найвищі позиції в чартах | Найвищі позиції в чартах | Найвищі позиції в чартах | Сертифікації  | Альбом               |
| Назва                   | рік  | US                       | US R&B                   | AUS                      | CAN                      | IRE                      | NL                       | NZ                       | SW                       | UK                       | Сертифікації  | Альбом               |
| ----------------------- | ---- | ------------------------ | ------------------------ | ------------------------ | ------------------------ | ------------------------ | ------------------------ | ------------------------ | ------------------------ | ------------------------ | ------------- | -------------------- |
| «Dangerously in Love 2» | 2004 | 57                       | 17                       | —                        | —                        | —                        | —                        | —                        | —                        | —                        | - US: Золотий | Dangerously in Love  |
| «Kitty Kat»             | 2006 | —                        | 66                       | —                        | —                        | —                        | —                        | —                        | —                        | —                        | —             | B'Day                |
| «Ave Maria»             | 2008 | —                        | —                        | —                        | —                        | —                        | —                        | —                        | —                        | 150                      | —             | I Am... Sasha Fierce |
| «Radio»                 | 2009 | —                        | —                        | —                        | —                        | —                        | 14                       | —                        | —                        | —                        | —             | I Am... Sasha Fierce |
| «I Miss You»            | 2011 | —                        | —                        | —                        | —                        | —                        | —                        | —                        | —                        | 184                      | —             | 4                    |
| «End of Time»           | 2011 | 113                      | —                        | —                        | —                        | —                        | —                        | —                        | —                        | 62                       | —             | 4                    |
| «I Was Here»            | 2011 | —                        | —                        | —                        | —                        | —                        | —                        | —                        | 74                       | 131                      | —             | 4                    |

## Згадки в альбомах інших виконавців
| Рік  | Пісня                      | Виконавець (-ці)           | Album                                                    |
| ---- | -------------------------- | -------------------------- | -------------------------------------------------------- |
| 1999 | «Crazy Feelings»           | Міссі Елліотт              | Da Real World                                            |
| 2002 | «Nothing out There for Me» | Міссі Елліотт              | Under Construction                                       |
| 2003 | «Naive»                    | Solange Knowles, Da Brat   | Solo Star                                                |
| 2003 | «Bienvenue»                | IAM                        | Revoir un Printemps                                      |
| 2003 | «What More Can I Give»     | —                          | September 11 attacks Inspiration promo                   |
| 2005 | «So Amazing»               | Стів Вандер                | So Amazing: An All-Star Tribute to Luther Vandross       |
| 2005 | «All That I'm Lookin For»  | Келлі Роуленд, Кіттен Сера | The Katrina CD                                           |
| 2008 | «Honesty»                  | —                          | Mathew Knowles & Music World Present Vol.1: Love Destiny |
| 2009 | «Venus vs. Mars»           | Jay-Z                      | The Blueprint 3                                          |
| 2010 | «See Me Now»               | Кені Вест, Чарлі Вілсон    | My Beautiful Dark Twisted Fantasy                        |
| 2011 | «Loving a Woman»           | Mary J. Blige              | My Life II... The Journey Continues (Act 1)              |

## Саундтреки
| Рік  | Пісня                                     | Виконавець (-ці)                                                                           | Film                                      |
| ---- | ----------------------------------------- | ------------------------------------------------------------------------------------------ | ----------------------------------------- |
| 1999 | «After All Is Said and Done»              | Марк Нельсон                                                                               | The Best Man                              |
| 2000 | «Have Your Way»                           | Келлі Роуленд                                                                              | His Woman His Wife                        |
| 2001 | «If Looks Could Kill (You Would Be Dead)» | Мос Деф, Сем Серпонг                                                                       | Carmen: A Hip Hopera                      |
| 2001 | «Cards Never Lie»                         | Вайслеф Жан, Ра Діґґа                                                                      | Carmen: A Hip Hopera                      |
| 2001 | «The Last Great Seduction»                | Мекхі Фіфер                                                                                | Carmen: A Hip Hopera                      |
| 2001 | «Stop That!»                              | Мекхі Фіфер                                                                                | Carmen: A Hip Hopera                      |
| 2002 | «Hey Goldmember»                          | Devin the Dude, Солендж Ноулз                                                              | Austin Powers in Goldmember               |
| 2003 | «Keep Giving Your Love to Me»             | —                                                                                          | Bad Boys II                               |
| 2003 | «Fever»                                   | —                                                                                          | The Fighting Temptations                  |
| 2003 | «Everything I Do»                         | —                                                                                          | The Fighting Temptations                  |
| 2003 | «Swing Low, Sweet Chariot»                | —                                                                                          | The Fighting Temptations                  |
| 2003 | «He Still Loves Me»                       | Вальер Вільямс                                                                             | The Fighting Temptations                  |
| 2003 | «Time to Come Home»                       | Мельба Мур, Енджі Стоун                                                                    | The Fighting Temptations                  |
| 2005 | «Wishing on a Star» (Bonus Mix)           | —                                                                                          | Roll Bounce                               |
| 2006 | «A Woman Like Me»                         | —                                                                                          | The Pink Panther                          |
| 2006 | «Check on It»                             | —                                                                                          | The Pink Panther                          |
| 2006 | «Move»                                    | Дженніфер Хадсон, Аніка Ноні Роуз                                                          | Dreamgirls: Music from the Motion Picture |
| 2006 | «Fake Your Way to the Top»                | Дженніфер Хадсон, Еддіф Мерфі, Аніка Ноні Роуз                                             | Dreamgirls: Music from the Motion Picture |
| 2006 | «Cadillac Car»                            | Еддіф Мерфі, Аніка Ноні Роуз, Дженніфер Хадсон, Рорі О'Меллі, Лаура Белл Банді, Енн Воррен | Dreamgirls: Music from the Motion Picture |
| 2006 | «Steppin' to the Bad Side»                | Гінтон Беттл, Джемі Фокс, Дженніфер Хадсон, Еддіф Мерфі, Кейт Робінсон, Аніка Ноні Роуз    | Dreamgirls: Music from the Motion Picture |
| 2006 | «I Want You Baby»                         | Еддіф Мерфі, Аніка Ноні Роуз, Дженніфер Хадсон                                             | Dreamgirls: Music from the Motion Picture |
| 2006 | «Family»                                  | Джемі Фокс, Дженніфер Хадсон, Кейт Робінсон, Аніка Ноні Роуз                               | Dreamgirls: Music from the Motion Picture |
| 2006 | «Dreamgirls»                              | Аніка Ноні Роуз, Дженніфер Хадсон                                                          | Dreamgirls: Music from the Motion Picture |
| 2006 | «Heavy»                                   | Аніка Ноні Роуз, Дженніфер Хадсон                                                          | Dreamgirls: Music from the Motion Picture |
| 2006 | «It's All Over»                           | Джемі Фокс, Аніка Ноні Роуз, Дженніфер Хадсон, Шерон Ліл, Кейт Робінсон                    | Dreamgirls: Music from the Motion Picture |
| 2006 | «I'm Somebody»                            | Шерон Ліл, Аніка Ноні Роуз                                                                 | Dreamgirls: Music from the Motion Picture |
| 2006 | «Lorell Loves Jimmy» / «Family (Reprise)» | Шерон Ліл, Аніка Ноні Роуз                                                                 | Dreamgirls: Music from the Motion Picture |
| 2006 | «Step on Over»                            | Шерон Ліл, Аніка Ноні Роуз                                                                 | Dreamgirls: Music from the Motion Picture |
| 2006 | «One Night Only (Disco)»                  | Дженніфер Хадсон, Шерон Ліл, Аніка Ноні Роуз                                               | Dreamgirls: Music from the Motion Picture |
| 2006 | «Hard to Say Goodbye»                     | Шерон Ліл, Аніка Ноні Роуз                                                                 | Dreamgirls: Music from the Motion Picture |
| 2006 | «Dreamgirls (Finale)»                     | Дженніфер Хадсон, Sharon Leal, Аніка Ноні Роуз                                             | Dreamgirls: Music from the Motion Picture |
| 2006 | «Family (End Title)»                      | Джемі Фокс, Дженніфер Хадсон, Кейт Робінсон, Аніка Ноні Роуз                               | Dreamgirls: Music from the Motion Picture |
| 2006 | «When I First Saw You (Duet)»             | Джемі Фокс                                                                                 | Dreamgirls: Music from the Motion Picture |
| 2007 | «Daddy»                                   | —                                                                                          | Daddy's Little Girls                      |
| 2007 | «Flaws and All»                           | —                                                                                          | Why Did I Get Married?                    |
| 2008 | «Once in a Lifetime»                      | —                                                                                          | Cadillac Records                          |
| 2008 | «I'd Rather Go Blind»                     | —                                                                                          | Cadillac Records                          |
| 2008 | «Trust in Me»                             | —                                                                                          | Cadillac Records                          |
| 2008 | «All I Could Do Was Cry»                  | —                                                                                          | Cadillac Records                          |
| 2009 | «Smash into You»                          | —                                                                                          | Obsessed                                  |
| 2011 | «Irreplaceable»                           | —                                                                                          | Songs for Japan                           |